# Coleophora viscidiflorella
Coleophora viscidiflorella é uma espécie de mariposa do gênero Coleophora pertencente à família Coleophoridae.